# Liste der Kulturdenkmale im Landkreis Altenburger Land

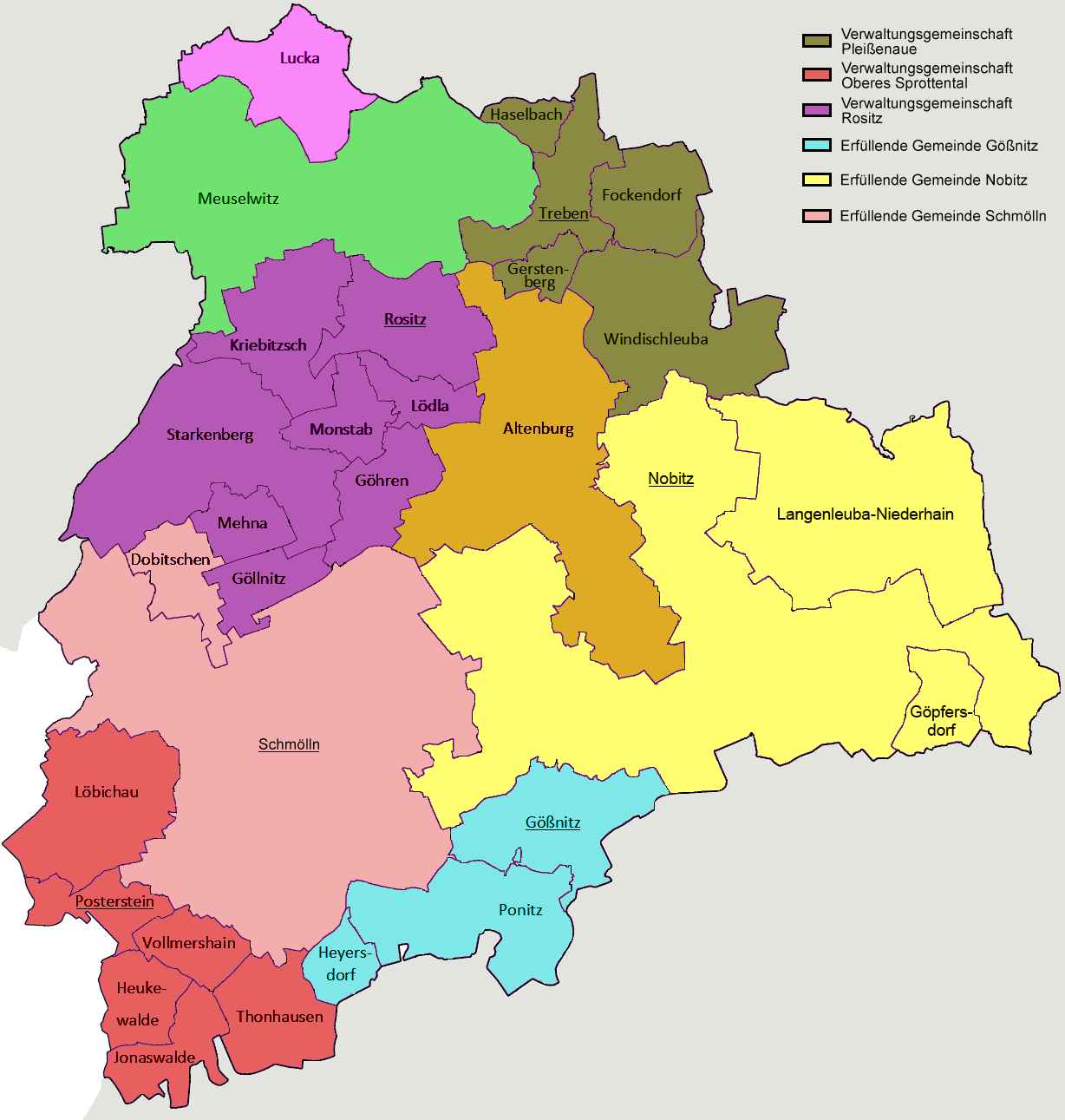
Aufteilung des Landkreises in einzelne Gemeinden

Wappen des Landkreises

Die Liste der Kulturdenkmale im Landkreis Altenburger Land listet die Kulturdenkmale im Landkreis Altenburger Land, aufgelistet nach einzelnen Gemeinden. Die Angaben in den einzelnen Listen ersetzen nicht die rechtsverbindliche Auskunft der zuständigen Denkmalschutzbehörde.

## Aufteilung
Wegen der großen Anzahl von Kulturdenkmalen im Landkreis Altenburger Land ist diese Liste in Teillisten nach den 30 Städten und Gemeinden aufgeteilt.
| Stadt/Gemeinde         | Karte | Kulturdenkmale                           | Bild eines Denkmals   |
| ---------------------- | ----- | ---------------------------------------- | --------------------- |
| Altenburg              |       | Kulturdenkmale in Altenburg              | Rote Spitzen          |
| Dobitschen             |       | Kulturdenkmale in Dobitschen             | Wasserschloss         |
| Fockendorf             |       | Kulturdenkmale in Fockendorf             | Papierfabrik          |
| Gerstenberg            |       | Kulturdenkmale in Gerstenberg            | Kirche                |
| Göhren                 |       | Kulturdenkmale in Göhren                 | Kirche Romschütz      |
| Göllnitz               |       | Kulturdenkmale in Göllnitz               | Rittergut Schwanditz  |
| Göpfersdorf            |       | Kulturdenkmale in Göpfersdorf            | Quellenhof Garbisdorf |
| Gößnitz                |       | Kulturdenkmale in Gößnitz                | Pfarrhof              |
| Haselbach              |       | Kulturdenkmale in Haselbach              | Gemeindeamt           |
| Heukewalde             |       | Kulturdenkmale in Heukewalde             | Fachwerkhaus          |
| Heyersdorf             |       | Kulturdenkmale in Heyersdorf             | Kirche                |
| Jonaswalde             |       | Kulturdenkmale in Jonaswalde             | Umgebindehaus         |
| Kriebitzsch            |       | Kulturdenkmale in Kriebitzsch            | Kirche                |
| Langenleuba-Niederhain |       | Kulturdenkmale in Langenleuba-Niederhain | Halbes Schloss        |
| Löbichau               |       | Kulturdenkmale in Löbichau               | Förderturm Drosen     |
| Lödla                  |       | Kulturdenkmale in Lödla                  | Kirche Oberlödla      |
| Lucka                  |       | Kulturdenkmale in Lucka                  | Wettinerbrunnen       |
| Mehna                  |       | Kulturdenkmale in Mehna                  | Kirche                |
| Meuselwitz             |       | Kulturdenkmale in Meuselwitz             | Orangerie             |
| Monstab                |       | Kulturdenkmale in Monstab                | Kirche                |
| Nobitz                 |       | Kulturdenkmale in Nobitz                 | Ständerbau Gieba      |
| Ponitz                 |       | Kulturdenkmale in Ponitz                 | Renaissanceschloss    |
| Posterstein            |       | Kulturdenkmale in Posterstein            | Burg und Burgkirche   |
| Rositz                 |       | Kulturdenkmale in Rositz                 | Zuckerfabrik          |
| Schmölln               |       | Kulturdenkmale in Schmölln               | Rathaus               |
| Starkenberg            |       | Kulturdenkmale in Starkenberg            | Hof Heitsch           |
| Thonhausen             |       | Kulturdenkmale in Thonhausen             | Kirche                |
| Treben                 |       | Kulturdenkmale in Treben                 | Barockschloss         |
| Vollmershain           |       | Kulturdenkmale in Vollmershain           | Kirche                |
| Windischleuba          |       | Kulturdenkmale in Windischleuba          | Wasserschloss         |